# Mörttjärnet (Gräsmarks socken, Värmland, 666196-132421)
Mörttjärnet är en sjö i Sunne kommun i Värmland och ingår i Göta älvs huvudavrinningsområde.